# Szábor
A Szábor (horvátul Sabor, „gyűlés”) a Horvát Köztársaság parlamentje, az ország alkotmánya szerint a törvényhozó hatalmat gyakorló legfelsőbb népképviseleti szerv.

## Működése 1848-ig
A Magyar Királysággal reálunióban lévő Horvát Királyság a 15–16. századtól saját tartománygyűléssel (száborral) rendelkezett. A horvát területeket ekkortájt ténylegesen a magyar király által kinevezett bán irányította. 1558-ban a szlavón tartománygyűlés beleolvadt a horvátba – ebben a korszakban tovább erősödik a rendiség. A horvát rendi gyűlés, a Szábor a kora újkorban végig a magyar rendi országgyűléstől függetlenül ülésezett. A 17. század elején pl. a Szábor törvényt hozott a protestánsok Horvátországból való kitiltásáról.
Az 1848-ig terjedő időszakban a Szábor a horvát–szlavón területek tartományi különállásának biztosítékává vált. A magyar–horvát reálunióra való tekintettel a Szábor küldöttei részt vettek a magyar rendi országgyűléseken, de a magyar küldöttek nem szólalhattak fel a horvát gyűléseken. Az 1830-as évektől kezdve a Szábor a születőben lévő horvát nacionalizmus színtere lett.

## Működése 1868 és 1918 között
Az országgyűlés élén a horvát bán állt, aki Horvát-Szlavónországot irányította, a báni kormányra támaszkodva. A kormány 3 fő feladatot területen hozhatott döntéseket:
- vám – általában az Osztrák–Magyar Monarchiával közösen döntöttek,
- belügy – ez alatt a horvát megyék álltak a közigazgatás alsóbb szintjén,
- és művelődésügy.

A horvát parlament a magyar–horvát kiegyezést követően és a Monarchia fennállása idején 42 képviselőt küldött a magyar Országgyűlésbe, területi és nyelvi autonómiát kapott az 1868. évi XXX. törvénycikk értelmében.

## Működése 1990 óta
A Szábor a horvát alkotmány szerint legalább 100, de legfeljebb 160 tagból állhat. A 2015-ös választáson 151 képviselőt választottak. A képviselőket titkos szavazással négy évre választják. Háború idején a képviselői mandátumok meghosszabbíthatók. A 2015-ös választáson (ahogy több korábbiban is) tíz választókerületre osztották fel Horvátországot. Innen 140 képviselő jut be. A tíz horvátországi választókerület mellé még további kettő létezik: egy a külföldön élő horvát diaszpórának (három mandátum), illetve egy a horvátországi nemzetiségeknek (nyolc mandátum). A horvátországi magyarok töltik be az egyiket.
A 2015. december 28-án alakult 8. ciklusban a Szábornak 151 tagja van. A Szábort az elnök vezeti, munkáját több, de kötelezően legalább egy alelnök segíti. Horvátország utoljára 2015. november 8-án tartott parlamenti választást.
A magyar nemzetiségi képviselő 2016-tól Jankovics Róbert a Horvátországi Magyarok Demokratikus Közösségének elnöke.

## Elnökei
1. Žarko Domljan (1990. május 30. – 1992. szeptember 7.)
2. Stjepan Mesić (1992. szeptember 7. – 1994. május 24.)
3. Nedjeljko Mihanović (1994. május 24. – 1995. november 28.)
4. Vlatko Pavletić (1995. november 28. – 2000. február 2.)
5. Zlatko Tomčić (2000. február 2. – 2003. december 22.)
6. Vladimir Šeks (2003. december 22. – 2008. január 11.)
7. Luka Bebić (2008. január 11. – 2011. december 22.)
8. Boris Šprem (2011. december 22. – 2012. szeptember 30.)
9. Josip Leko (2012. szeptember 30. – 2015. december 28.)
10. Željko Reiner (2015. december 28. – 2016. október 14.)
11. Božo Petrov (2016. október 14. – 2017. május 4.)
12. Gordan Jandroković (2017. május 4. –)

## Érdekesség
2007. január 24-től az interneten keresztül is követhető a szábor munkája.